# Bonfils-Caleb Bimenyimana
Bonfils-Caleb Bimenyimana (Bujumbura, 21 novembre 1997) è un calciatore burundese, attaccante del USM Alger e della nazionale burundese.

## Carriera

### Club
Dopo aver mosso i primi passi in patria nel Vital'O, nel 2017 si è trasferito in Ruanda, al Rayon Sports, dove ha militato fino al 2018. Nel 2019 è approdato in Europa, firmando per la squadra lettone del RFS Riga. Nel corso dello stesso anno è stato ceduto in prestito ai lituani dell'Atlantas. Rientrato al RFS Riga per la stagione 2020, ha disputato solamente quattro partite, poiché è stato nuovamente ceduto in prestito, questa volta agli slovacchi del Pohronie. Concluso il periodo in prestito, ha fatto ritorno al RFS Riga.

### Nazionale
Nel 2017 ha esordito con la nazionale burundese.

## Statistiche

### Cronologia presenze e reti in nazionale
| Cronologia completa delle presenze e delle reti in nazionale ― Burundi | Cronologia completa delle presenze e delle reti in nazionale ― Burundi | Cronologia completa delle presenze e delle reti in nazionale ― Burundi | Cronologia completa delle presenze e delle reti in nazionale ― Burundi | Cronologia completa delle presenze e delle reti in nazionale ― Burundi | Cronologia completa delle presenze e delle reti in nazionale ― Burundi | Cronologia completa delle presenze e delle reti in nazionale ― Burundi | Cronologia completa delle presenze e delle reti in nazionale ― Burundi |
| Data                                                                   | Città                                                                  | In casa                                                                | Risultato                                                              | Ospiti                                                                 | Competizione                                                           | Reti                                                                   | Note                                                                   |
| ---------------------------------------------------------------------- | ---------------------------------------------------------------------- | ---------------------------------------------------------------------- | ---------------------------------------------------------------------- | ---------------------------------------------------------------------- | ---------------------------------------------------------------------- | ---------------------------------------------------------------------- | ---------------------------------------------------------------------- |
| 11-3-2017                                                              | Bujumbura                                                              | Burundi                                                                | 7 – 0                                                                  | Gibuti                                                                 | Amichevole                                                             | 1                                                                      | 70’                                                                    |
| 13-3-2017                                                              | Bujumbura                                                              | Burundi                                                                | 1 – 0                                                                  | Gibuti                                                                 | Amichevole                                                             | -                                                                      | 56’                                                                    |
| 23-7-2017                                                              | Bujumbura                                                              | Burundi                                                                | 0 – 0                                                                  | Sudan                                                                  | Qual. Campionato delle Nazioni Africane 2018                           | -                                                                      | 85’                                                                    |
| 29-7-2017                                                              | al-Ubayyid                                                             | Sudan                                                                  | 1 – 0                                                                  | Burundi                                                                | Qual. Campionato delle Nazioni Africane 2018                           | -                                                                      | 56’                                                                    |
| 4-9-2019                                                               | Bujumbura                                                              | Burundi                                                                | 1 – 1                                                                  | Tanzania                                                               | Qual. Mondiali 2022                                                    | -                                                                      | 42’                                                                    |
| 8-9-2019                                                               | Dar es Salaam                                                          | Tanzania                                                               | 1 – 1 dts (3 - 0 dtr)                                                  | Burundi                                                                | Qual. Mondiali 2022                                                    | -                                                                      | 79’ 95’                                                                |
| 13-11-2019                                                             | Bangui                                                                 | Rep. Centrafricana                                                     | 2 – 0                                                                  | Burundi                                                                | Qual. Coppa d'Africa 2021                                              | -                                                                      | 66’                                                                    |
| 19-11-2019                                                             | Bujumbura                                                              | Burundi                                                                | 0 – 3                                                                  | Marocco                                                                | Qual. Coppa d'Africa 2021                                              | -                                                                      | 20’ 50’                                                                |
| 11-10-2020                                                             | Dar es Salaam                                                          | Tanzania                                                               | 0 – 1                                                                  | Burundi                                                                | Amichevole                                                             | -                                                                      | 72’                                                                    |
| 11-11-2020                                                             | Nouakchott                                                             | Mauritania                                                             | 1 – 1                                                                  | Burundi                                                                | Qual. Coppa d'Africa 2021                                              | -                                                                      | 64’                                                                    |
| 15-11-2020                                                             | Bujumbura                                                              | Burundi                                                                | 3 – 1                                                                  | Mauritania                                                             | Qual. Coppa d'Africa 2021                                              | -                                                                      | 71’                                                                    |
| 26-3-2021                                                              | Bujumbura                                                              | Burundi                                                                | 2 – 2                                                                  | Rep. Centrafricana                                                     | Qual. Coppa d'Africa 2021                                              | -                                                                      |                                                                        |
| 30-3-2021                                                              | Rabat                                                                  | Marocco                                                                | 1 – 0                                                                  | Burundi                                                                | Qual. Coppa d'Africa 2021                                              | -                                                                      | 74’                                                                    |
| 13-11-2021                                                             | Bujumbura                                                              | Burundi                                                                | 2 – 1                                                                  | Birmania                                                               | Amichevole                                                             | -                                                                      |                                                                        |
| 4-6-2022                                                               | Johannesburg                                                           | Namibia                                                                | 1 – 1                                                                  | Burundi                                                                | Qual. Coppa d'Africa 2023                                              | 1                                                                      | 47’ 89’                                                                |
| 21-3-2025                                                              | Meknes                                                                 | Burundi                                                                | 0 – 1                                                                  | Costa d'Avorio                                                         | Qual. Mondiali 2026                                                    | -                                                                      | 59’                                                                    |
| Totale                                                                 |                                                                        | Presenze                                                               | 16                                                                     |                                                                        | Reti                                                                   | 2                                                                      |                                                                        |